# Sihuas (tỉnh)
Tỉnh Sihuas (tiếng Tây Ban Nha: Provincia de Sihuas) là một tỉnh thuộc vùng Ancash của Peru. Tỉnh Sihuas có diện tích 1456 km², dân số thời điểm theo điều tra dân số ngày 11 tháng 7 năm 1993 là 31963 người. Tỉnh lỵ đóng ở Sihuas.